# American Idiot - The Original Broadway Cast Recording
American Idiot - The Original Broadway Cast Recording è un album dei Green Day, tratto dal musical American Idiot, pubblicato nell'aprile del 2010.

## Descrizione
Il musical tratto dall'album dei Green Day American Idiot ha fatto segnare un record ai botteghini di Broadway, dove è andato in scena il 21 aprile 2010: secondo il Wall Street Journal, la pièce ha incassato, nella prima settimana, ben 777.860 dollari. I produttori dello spettacolo hanno inoltre fatto notare come l'ammontare degli incassi avrebbero potuto essere ancora più alto, se diversi biglietti non fossero stati regalati nel corso di iniziative promozionali. Ad oggi, tutti gli spettacoli presentati nella Grande Mela sono andati sold-out. La sera della prima, a sorpresa, Billie Joe Armstrong ha eseguito, in teatro, il brano Basket Case, prima grande hit dalla band inclusa nell'album Dookie, del 1994, il terzo pubblicato dal gruppo. 
Dal musical verrà presto tratto un film che potrebbe venire diretto da Tom Hanks, due volte premio Oscar come migliore attore nel 1994 e nel 1995.

## Tracce

### Versione della Reprise Records
1. American Idiot – 3:05
2. Holiday – 4:07
3. Boulevard of Broken Dreams – 4:22
4. St. Jimmy – 2:46
5. Give Me Novacaine – 3:33
6. Last of the American Girls/She's A Rebel – 2:22
7. Last Night On Earth – 4:16
8. 21 Guns – 4:45
9. Letterbomb – 3:24
10. Wake Me Up When September Ends – 4:46
11. Homecoming – 9:39
12. Whatshername – 4:05
13. When It's Time – 3:23

Durata totale: 54:33

### Versione della Warner Music Group
CD 1
1. American Idiot – 3:05
2. Jesus of Suburbia – 9:07
3. Holiday – 4:07
4. Boulevard of Broken Dreams – 4:22
5. Favorite Son – 2:40
6. Are We The Waiting – 2:53
7. St. Jimmy – 2:46
8. Give Me Novacaine – 3:33
9. Last of the American Girls/She's A Rebel – 2:22
10. Last Night On Earth – 4:16
11. Too Much Too Soon – 2:40

Durata totale: 41:51
CD 2
1. Before The Lobotomy – 1:40
2. Extraordinary Girl – 3:27
3. Before The Lobotomy (Reprise) – 1:14
4. When It's Time – 2:40
5. Know Your Enemy – 2:07
6. 21 Guns – 4:45
7. Letterbomb – 3:24
8. Wake Me Up When September Ends – 4:46
9. Homecoming – 9:39
10. Whatsername – 4:05
11. When It's Time – 3:23

Durata totale: 41:10